# Samuel Pierpont Langley

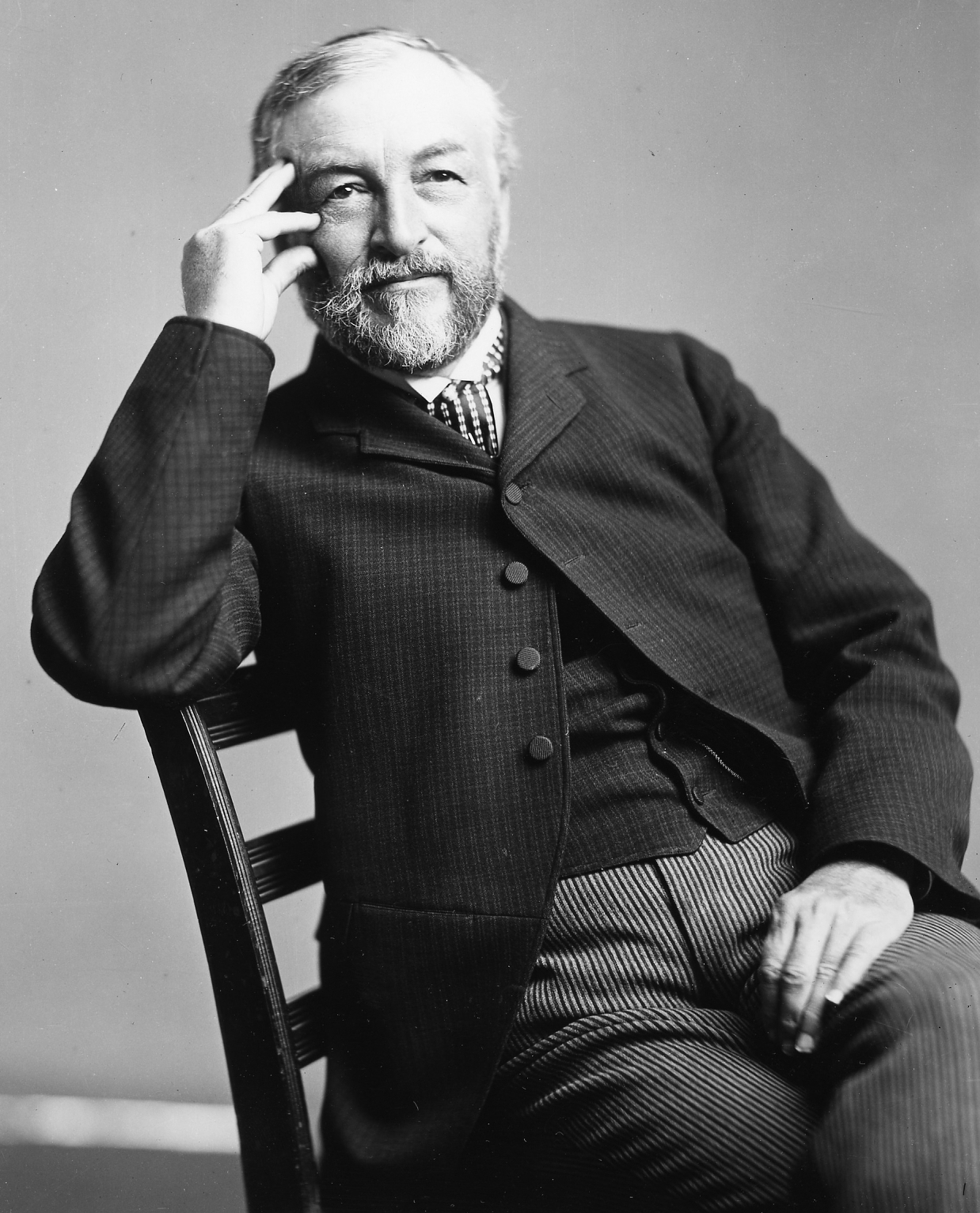
Samuel Pierpont Langley.

Samuel Pierpont Langley (22 tháng 8 năm 1834 - 27 tháng 2 năm 1906) là một nhà thiên văn học và vật lý người Mỹ, sinh ra tại Roxbury, Massachusetts và mất tại Aiken, bang Nam Carolina.
Các công trình thiên văn quan trọng của ông liên quan đến miền hồng ngoại của phổ Mặt Trời. Ông cũng quan tâm đến lĩnh vực khí động lực học, và chế tạo máy bay. Ông đã thiết kế mô hình máy bay thu nhỏ dùng động cơ hơi nước và đặt tên là Aerodrome. Năm 1896 chiếc Aerodrome bay được 1200 m (0,75 dặm). Sau đó ông cộng tác với kỹ sư Charles M. Manly và tiến hành chế tạo một máy bay cỡ thực. Chiếc máy bay đó nặng hơn 95 kg, dùng động cơ hơi nước. Thế nhưng cuộc thử nghiệm đã thất bại, chiếc máy bay không thể bay được.